# Elie Siegmeister
Elie Siegmeister (ur. 15 stycznia 1909 w Nowym Jorku, zm. 10 marca 1991 w Manhasset w stanie Nowy Jork) – amerykański kompozytor.

## Życiorys
Jako dziecko pobierał lekcje gry na fortepianie u Emila Friedbergera, następnie kształcił się w zakresie teorii muzyki i kompozycji u Setha Binghama na Columbia University, w 1927 roku uzyskując stopień Bachelor of Arts. Pobierał też prywatnie lekcje kontrapunktu u Wallingforda Rieggera. W latach 1927–1931 przebywał w Paryżu, gdzie był uczniem Nadii Boulanger. Od 1935 do 1938 roku studiował u Alberta Stoessela w Juilliard School of Music w Nowym Jorku.
Wykładał w Brooklyn College (1934), New School for Social Research (1937–1938), University of Minnesota (1948) i Hofstra University (1949–1976). Współpracował z nowojorską Composers Collective, dla której pisał pieśni pod pseudonimem L.E. Swift. W 1939 roku założył American Ballad Singers, jeden z pierwszych zespołów wykonujących amerykańską muzykę ludową. Współzałożyciel American Composers Alliance (1937). W latach 1960–1965 był wiceprezesem American Music Company. Od 1977 do 1991 roku był członkiem American Society of Composers, Authors and Publishers. Laureat stypendium Fundacji Pamięci Johna Simona Guggenheima (1978). W 1990 roku został członkiem American Academy of Arts and Letters.
Opublikował prace A Treasury of American Song (wspólnie z Olinem Downesem, Nowy Jork 1940, wyd. zrewid. 1943), The Music Lover’s Handbook (Nowy Jork 1943, wyd. zrewid. 1973), Work and Sing (Nowy Jork 1944), Invitation to Music (Irvington-on-Hudson 1961), Harmony and Melody (2 tomy, Belmont 1965–1966).

## Twórczość
Tworzył pod wpływem francuskiego neoklasycyzmu oraz amerykańskiego folkloru muzycznego. Styl muzyczny Siegmeistera cechuje się prostotą i komunikatywnością, pomimo elementów dysonansowości utrzymany jest zasadniczo w ramach harmoniki tonalnej. Jego muzyka ma charakter narodowy, łączy w sobie elementy kultury wysokiej i popularnej, kompozytor sięgał w swoich kompozycjach po elementy bluesa, jazzu i swingu.

## Wybrane kompozycje
(na podstawie materiałów źródłowych)

### Utwory orkiestrowe
- 9 symfonii (I 1947 zrewid. 1972, II 1950 zrewid. 1971, III 1957, IV 1967–1970, V Visions of Time 1971–1975, VI 1983, VII 1986, VIII 1989, IX Figures in the Wind 1990)
- American Holiday (1933)
- Abraham Lincoln Walks at Midnight (1937)
- Ozark Set (1943)
- Prairie Legend (1944)
- Wilderness Road (1944)
- Western Suite (1945)
- Sunday in Brooklyn (1946)
- Lonesome Hollow (1946)
- Summer Night (1947)
- From My Window (1949)
- Divertimento (1953)
- Koncert klarnetowy (1956)
- Koncert fletowy (1960)
- Theater Set (1960)
- Dick Whittington and His Cat na recytatora i orkiestrę (1966)
- 5 Fantasies of the Theater (1970)
- Koncert fortepianowy (1974)
- Shadow and Light: Homage to 5 Paintings (1975)
- Double Concerto: An Entertaintment na skrzypce, fortepian i orkiestrę (1976)
- Koncert skrzypcowy (1977–1983)
- Fantasies in Line and Color: 5 American Paintings (1981)
- From These Shores: Homage to 5 American Authors (1986)
- Figures in the Wind (1990)

### Utwory kameralne
- Nocturne na flet i fortepian (1927)
- Prelude na klarnet i fortepian (1927)
- Contrasts na fagot i fortepian (1929)
- 3 kwartety smyczkowe (I 1935, II 1960, III 1973)
- Down River na saksofon altowy i fortepian (1939)
- 6 sonat skrzypcowych (I 1951, II 1965, III 1965, IV 1971, V 1975, VI 1988)
- Song for a Quiet Evening na skrzypce i fortepian (1955)
- Fantasy and Soliloquy na wiolonczelę (1964)
- Sekstet na instrumenty dęte blaszane i perkusję (1965)
- American Harp na harfę (1966)
- Declaration na instrumenty dęte blaszane i kotły (1976)
- Summer na altówkę i fortepian (1978)
- Ten Minutes na 4 wykonawców i kwartet dęty (1989)

### Utwory fortepianowe
- Theme and Variations No. 1 (1932) i No. 2 (1967)
- Toccata on Flight Rhythms (1937)
- 5 sonat (I American 1944, II 1964, III 1979, IV Prelude, Blues and Toccata 1980, V 1987)
- Sunday in Brooklyn (1946)
- 3 Moods (1959)
- On This Ground (1971)
- 3 Studies (1982)

### Utwory na chór a cappella
- Heyura, Ding, Dong, Ding (1935, zrewid. 1970)
- American Ballad Singers Series (1943)
- American Folk Song Choral Series (1953)
- Songs of the Big Town (1987)
- Scenes of the Big Town (1989)

### Utwory wokalno-instrumentalne
- kantata I Have a Dream na baryton, recytatora, chór i orkiestrę do słów Martina Luthera Kinga (1968)
- A Cycle of Cities na sopran, tenora, chór i orkiestrę (1974)
- Cantata for FDR na baryton, chór i orkiestrę dętą (1981)
- Sing Unto the Lord a New Song na chór i organy (1981)

### Pieśni na głos solo i fortepian
- Cortège for Rosenbloom (1929)
- 4 Robert Frost Songs (1930)
- The Strange Funeral in Braddock (1933), także wersja na baryton i orkiestrę (1938)
- 3 Elegies for García Lorca (1938)
- Nancy Hanks (1941)
- For My Daughets (1952)
- Madam to You (1964)
- The Face of War (1966), także wersja na głos i orkiestrę (1967–1968)
- Songs of Experience (1966), także wersja na alt lub bas, altówkę i fortepian (1977)
- 11 songs to words by e.e. cummings (1970)
- Songs of Innocence (1972)
- City Songs (1977)
- 3 Minute Songs (1978)
- Brief Introduction to the Problems of Philosophy (1979)
- Bats in My Belfry (1990)
- 4 Langston Hughes Songs (1990)
- Outside My Window (1990)

### Opery
- Darling Corie (1952, wyst. Hempstead 1954)
- Miranda and the Dark Young Man (1955, wyst. Hartford 1956)
- The Mermaid of Lock No. 7 (wyst. Pittsburgh 1958)
- Dublin Song (wyst. St. Louis 1963, wersja zrewid. pt. The Plough and the Stars wyst. Baton Rouge 1969)
- Night of the Moonspell (wyst. Shreveport 1976)
- The Marquesa of O (1982)
- Angel Levine (wyst. Nowy Jork 1985)
- The Lady of the Lake (wyst. Nowy Jork 1985)

### Inne
- sztuka muzyczna Doodle Dandy of the USA (wyst. Nowy Jork 1942)
- musical Sing Out, Sweet Land (wyst. Hartford 1944)
- balet Fables from the Dark Woods (wyst. Shreveport 1976)
- muzyka do filmu They Came to Cordura (1959)